# Тишківська сільська рада (Новомиргородський район)
Тишкі́вська сільська́ ра́да — орган місцевого самоврядування Новомиргородського району Кіровоградської області. Центр сільської ради — село Тишківка.
Площа — 22,96 км². Населення — 1 041 чоловік.

## Населені пункти
Сільській раді підпорядковані населені пункти:
- с. Тишківка

## Склад ради
Рада складається з 14 депутатів та голови.

### Керівний склад ради
| ПІБ                     | Основні відомості                                                 | Дата обрання | Дата звільнення |
| ----------------------- | ----------------------------------------------------------------- | ------------ | --------------- |
| Желізняк Надія Іллівна  | Сільський голова, 1957 року народження, освіта, позапартійна      | 26.03.2006   | 31.10.2010      |
| Однокоз Микола Іванович | Сільський голова, 1967 року народження, освіта вища, безпартійний | 31.10.2010   |                 |

Примітка: таблиця складена за даними джерела

## Населення
Згідно з переписом УРСР 1989 року чисельність наявного населення села становила 1220 осіб, з яких 519 чоловіків та 701 жінка.
За переписом населення України 2001 року в селі мешкало 1037 осіб.

### Мова
Розподіл населення за рідною мовою за даними перепису 2001 року:
| Мова       | Відсоток |
| ---------- | -------- |
| українська | 96,64 %  |
| російська  | 3,36 %   |